# Edwin Lehnert
Edwin Berthold Lehnert (* 18. Februar 1884 in Mehlauken; † 1968) war ein deutsch-schwedischer Tierarzt und Bakteriologe.

## Leben
Edwin Lehnert studierte an den Tierärztlichen Hochschulen in Berlin und München Veterinärmedizin. Er wurde Mitglied des Corps Teutonia Berlin und des Corps Saxo-Thuringia München. 1908 legte er an der Tierärztlichen Hochschule Hannover das tiermedizinische Staatsexamen ab. Anschließend war er als praktischer Tierarzt in Ostpreußen tätig. 1912 ging er als Assistent an das bakteriologische Institut in Halle. Am Ersten Weltkrieg nahm er als Soldat teil. 1920 nahm er eine Stellung am Veterinär-bakteriologischen Staatsinstitut in Stockholm an, dessen Leiter er wurde. 1949 wurde er zum Professor ernannt. 1959 war er Gastprofessor an der Freien Universität Berlin.
Lehnert arbeitete unter anderem über die Blutgruppen des Pferdes. Er war verheiratet mit Greta Dorch (1899–1993). Der schwedische Kern- und Plasmaphysiker Bo Lehnert ist ihr Sohn.

## Schriften
- Der Wert der Agglutinationsprüfung und Komplementbindungsmethode beim Paratyphusabortus des Pferdes, 1921
- Några fall av pseudotuberkulösa nybildningar i muskulaturen och underhuden hos nötkreatur, 1924
- Serodiagnostiska undersökningar vid infektiös anämi hos häst, 1924
- Praktiska försök för utrönande av den infektiösa anämiens spridningssätt, 1925
- Ein Beitrag zur Kenntnis der Bluttypen des Pferdes mit Hilfe arteigener, hochwertiger, gruppenspezifischer Isoimmunsera, 1939
- Die Blutgruppen des Pferdes, 1950